# Casa de Stein
Casa de Stein a fost o casă nobiliară din secolele XIII-XIV din Munții Pădurea Neagră. Familia a deținut mai multe castele în zonă, fiind apropiată cu casa de Habsburg. Cu toate că a avut o influență locală, casa de Stein a ajuns să fie absorbită în casa de Schönau atunci când ultimul său membru masculin, Heinrich al III-lea, a murit fără moștenitori.